# واتابرغر
واتابرغر هي سلسلة مطاعم وجبات سريعة أمريكية متخصصة في الهامبرغر يقع مقرها الرئيسي في سان أنطونيو،تكساس.أفتتح أول مطعم للسلسلة في 1950.